# Industrieflat (Drachten)
De Industrieflat was een bedrijfsverzamelgebouw in Drachten ter bevordering van de industrialisatie in de Friese plaats. Begin jaren 1960 werd het gebouw overgenomen door Philips. In oktober 2021 werd het gerenoveerde gebouw heropend onder de naam SKILL.

## Geschiedenis
Net als de rest van Nederland had Drachten last van de gevolgen van de crisis van de jaren 1930 en de Tweede Wereldoorlog. Dit betekende dat er jarenlang nauwelijks subsidie was en dat er ook jarenlang weinig gebouwd werd in Drachten. Er was een tekort aan geld, bedrijven en werkplaatsen. De gemeente Smallingerland probeerde dit te keren.
Het gemeentebestuur liet een industrieterrein aanleggen ten zuiden van de Meeuwweg (de latere Lange West) en een uit de bevolking opgerichte 'Commissie ter bevordering van de industrie in Drachten' die ten doel had om de werkgelegenheid te bevorderen, zorgde ervoor dat aan de Oliemolenstraat een gemeenschappelijk industriegebouw werd gebouwd. Op 23 april 1949 werd de eerste steen gelegd door de toenmalige minister van Economische Zaken Jan van den Brink. Al spoedig konden in de nieuwe hal een aantal industrieën worden ondergebracht, onder andere HaDeWe en Sluis' machinefabriek.
Het bedrijfsverzamelgebouw werd geëxploiteerd door een daarvoor speciaal in het leven geroepen naamloze vennootschap, de N.V. Industriegebouw Drachten. De aandelen werden geplaatst bij de Nationale Investeringsbank, de gemeente, de gezamenlijke huurders, de industriecommissie en de bevolking. De oprichting van de N.V. had als doel om het aantrekken van industriële bedrijven te vergemakkelijken, het gebouw was bedoeld als aanloop voor industrieën die daarna een eigen gebouw zouden betrekken. Nadat het doel bereikt was, werd in oktober 1954 de N.V. geliquideerd en nam de gemeente Smallingerland alle aandelen over.

### Verkoop aan Philips
Begin 1962 ging de Industrieflat over in eigendom van de N.V. Philips waarvan het complex de flat aan alle zijden insloot. Op dat moment waren in het gebouw alleen nog gevestigd de 'N.V. Sluis Machinefabrieken' en de matrassenfabriek 'N.V. AKO'. De machinefabriek zou al snel naar de nieuwe Sluisfabriek verhuizen en ook voor de matrassenfabriek werden door architect Bosma plannen gemaakt om een nieuwe industriehal te stichten op het industrieterrein nummer 3 (de Tussendiepen).
Philips gebruikte het gebouw sindsdien onder andere voor de 'Philipswinkel' (personeelswinkel), de bedrijfsbrandweer en meer recentelijk voor het Innovatiecluster Drachten.

### SKILL
De komst van de Rijksuniversiteit Groningen naar het Innovatiecluster werd door Philips aangegrepen om het oude fabriekspand, intern bekend als 'Gebouw AA', vanaf 2019 een complete metamorfose te geven.

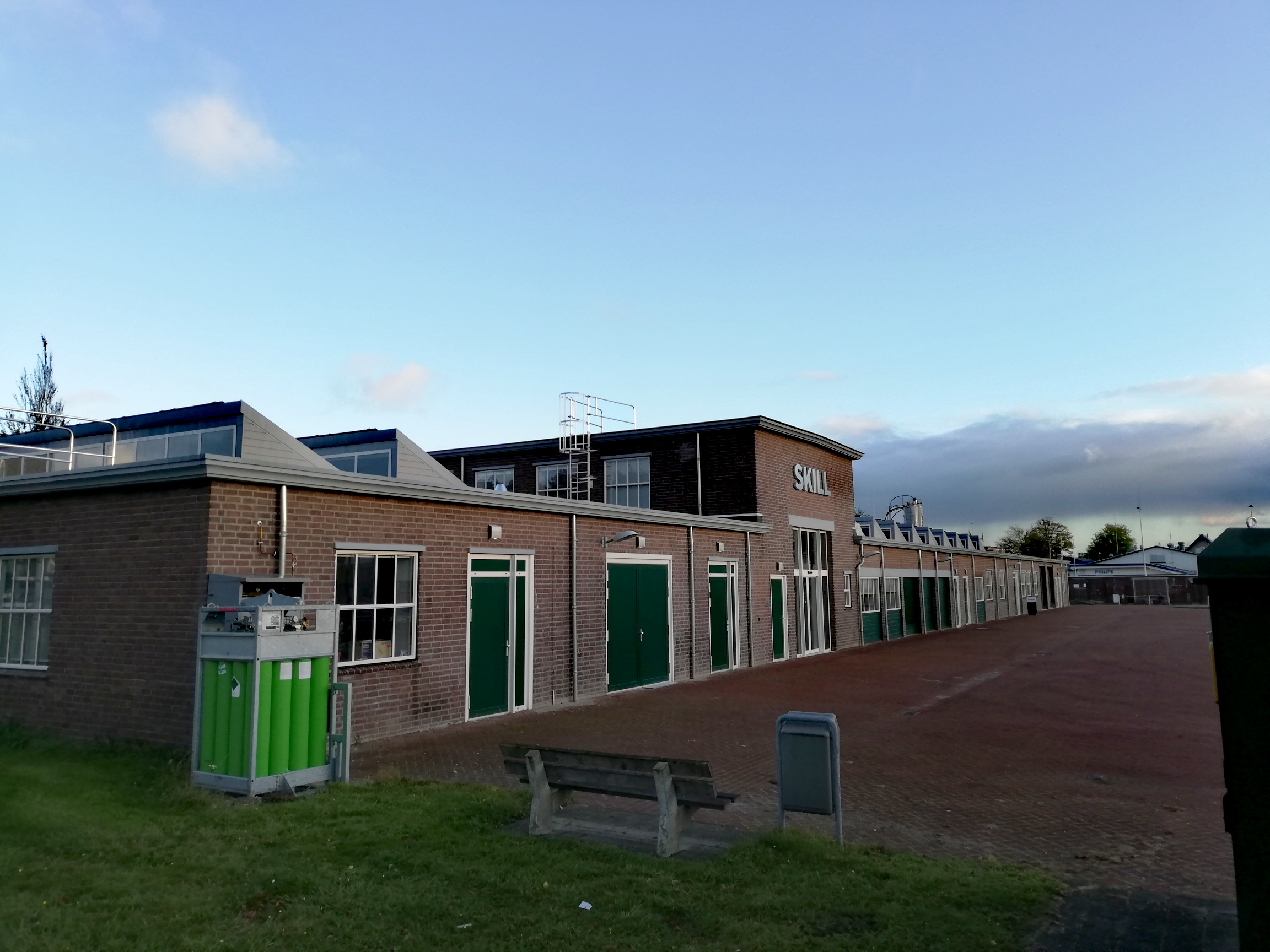
SKILL (2021)

In oktober 2021 werd het vernieuwde gebouw geopend onder de naam SKILL, een acroniem dat staat voor 'Shared Knowledge Innovation Learning Lab'. Techniekstudenten op mbo-, hbo- en wo-niveau kunnen er samen met het bedrijfsleven werken met de nieuwste technologie, zoals cobots, 3D-metaalprinters, sensoren, software voor kunstmatige intelligentie en dergelijke. Het gebouw omvat een laboratorium, een collegezaal, leslokalen, studie-, vergader- en ontspanningsruimtes. De totale kosten van de metamorfose bedroegen 3,3 miljoen euro, Philips investeerde samen met de provincie Fryslân en de gemeente Smallingerland flink mee in het gebouw.